# Madrigal de la Vera
Madrigal de la Vera là một đô thị trong tỉnh Cáceres, Extremadura, Tây Ban Nha. Theo điều tra dân số 2005 (INE), đô thị này có dân số là 1734 người.
40°58′B 5°22′T / 40,967°B 5,367°T